# Lotte no Omocha!
Lotte no Omocha! (ロッテのおもちゃ! Rotte no Omocha!?, lit. El juguete de Lotte!), es un manga seinen escrito e ilustrado por Yui Haga, comenzando a serializarse en julio de 2007 en la revista Dengeki Maoh, y siendo más tarde republicado en volúmenes por ASCII Media Works. En abril de 2011 se emitió una adaptación al anime, Astarotte no Omocha! (アスタロッテのおもちゃ! Asutarotte no Omocha!?), producida por Diomedéa y dirigida por Fumitoshi Oizaki.

## Argumento
En el fantástico mundo medieval de Alfheimr, la princesa súcubo Astarrote Ygvar, la primera princesa del reino de Ygvarland, acaba de cumplir 10 años. Para un buen futuro de la vida de una joven súcubo, es necesario el tener un harem de jóvenes muchachos con el fin de mantener su cuerpo y conservar su hermoso aspecto, se debe consumir una sustancia que solo se encuentra en los hombres. Esta sustancia es un líquido llamado "Sauzfryma", más conocido como la semilla de la vida. La princesa, sin embargo, tiene una gran aversión contra los hombres, y solo se compromete a crear un harem, si un chico humano acepta unirse.

## Personajes

### Personajes Principales
- Astarotte Ygvar (アスタロッテ?)

Seiyū: Rie Kugimiya
Astarotte, llamada abreviadamente Lotte, es un súcubo y la protagonista de la serie, aparece en la serie con la necesidad irrefutable por parte de Judit que tiene que construir un harem, porque cuando ella empiece a madurar, su cuerpo requerirá un suministro regular de la semilla de la vida para no perder su hermosura y sobrevivir, así como un vampiro necesita sangre, la semilla de la vida es necesaria para los súcubos.
Por desgracia, un mal recuerdo con su madre han llevado a Lotte a desarrollar un odio y repugnancia hacia todos los hombres. Ante la exigencia de Judit para construir el Harem, esta decide esquivarla aceptado solo si consigue a un hombre para su harem, sabiendo que en esos tiempos los humanos ya no existen en el mundo de las Criaturas que es donde vive Lotte y el árbol de la Vida que conecta a los mundos ha estado inactivo durante años. A medida que pasa el tiempo con Naoya, ella se da cuenta de que él es una persona amable por lo que se enamora de él.
- Naoya Tōhara (塔原 直哉 Tōhara Naoya?)

Seiyū: Rina Satō
El protagonista de la serie. Cuando el árbol de la vida se activa y permite que uno de los sirvientes de Lotte entre al mundo humano, luego este es llevado para convertirse en el primer miembro del harem de Lotte, por cierto capricho de ella que decidió dar el primer paso a la adultéz con un hombre.
A medida que pasa el tiempo con Lotte, él se enamora de ella.
- Asuha Tōhara (塔原 明日葉 Tōhara Asuha?)

Seiyū: Yukari Tamura
Esta niña es la hija de Naoya, con tan solo diez años parece llevar los pantalones en la casa, tiene un carácter tan despierto que a su corta edad entiende muy bien la situación mejor que su propio padre.

### Personajes de Ygvarland

#### Castillo de Lotte
- Judit Snorrevík (ユーディット・スノーレヴィク Yūditto Snōrevikku?)

Seiyū: Hitomi Nabatame
Este personaje es más como la administradora de la mansión donde vive Lotte, podría decirse que es la que lleva las finanzas y la educación de la Princesa Astarotte.
- Olav Friðmar (オラフ・フリズマール Orafu Furizumāru?)

Seiyū: Chō
Este señor viejito con apariencia de Don Quijote es casi como el tutor de Lotte, aunque muchas veces se lo ve más en el jardín, de cochero, atravesando la puerta con una armadura, y muchas otras labores.
- Griselda Reginhard (グリゼルダ・レギンハルト Girizeruda Reginharudo?)

Seiyū: Ayumi Fujimura
Este personaje es la encargada de la guardia y la seguridad de la mansión donde vive Lotte.
- Elfleda Mirjasdottír (エルフレダ・ミルヤスドッティル Erufureda Miruyasutottiru?)

Seiyū: Yui Horie
Apodada Effie (エフィ Efi?) para abreviar, es parte del personal femenino al servicio de la princesa Lotte. Uno de sus rasgos más notables es el enorme busto que posee y que resulta sumamente llamativo para Naoya. Es la cocinera del castillo, pero también la tercera confidente de la princesa junto a franco.
Cuthfleda (クートフレダ Kūdofureda?)
Seiyū: Misaki Suzuki
- Nina Hildebrand (ニナ・ヒルデブランド Nina Hirudeburando?)

#### Torre Ivory
- Ingrid Sorveig Sorgríms (イングリッド・ソルヴェイク・ソルグリムス Inguirddo Soruveiku Sourgurimusu?)

Seiyū: Chiwa Saito
Tatsuo (タツオ?)
- Sorveig Otto Sorgríms (ソルヴェイク・オットー・ソルグリムス Soruveiku Otto Sorugurimusu?)

#### Castillo Rinhird
- Mercelída Ygvar (メルチェリーダ・ユグヴァール Merucherīda Yuguvāru?)

Seiyū: Yuko Minaguchi
Ella es la madre de Lotte y Asuha. Muy libertina, incluso para ser una súcubo, ya que una vez se acostó con un hombre de su harem, mientras Lotte estaba en la cama con ella, el trauma de esta experiencia da como consecuencia el origen del odio de Lotte hacia los hombres parece tener todavía sentimiento por Naoya Tōhara.
- Úrsúla Sumarliði (ウルスラ・シュマルリージ Urisura Shumarurīji?)

Seiyū: Yuko Kaida
Ingólfur Magni (インゴルヴ・マグニ Ingoruvu Maguni?)
- Isold (イソルド Isorudo?)

Seiyū: Nao Higashiyama
- Siar (シアール Shiāru?)

- Isurind Ygvar (イースリンド・ユグヴァール Īsurindo Yuguvāru?)

#### Academia Royal
- Elíka Drakul Draupnils (エリカ・ドラクール・ドレイプニルス Irika Dorakūru Doreipunirusu?)

Seiyū: Yuko Goto
- Místrúne Ásgrím (ミストルーン・アウスグリム Misutorūn Ausugurimu?)

Seiyū: Miyu Matsuki
- Unnbjörg Signar (ユンビョルク・シグナル Yunbiyoruku Shigunaru?)

Seiyū: Ryo Hirohashi
- Lucca Austri (リュッカ・エイストリ Ryukka Eisutori?)

Seiyū: Yui Hatano
- Meena (ミーナ Mīna?)

- Sif birta (シフ・ベルタ Shifu Beruta?)

- Bjarki Grænn (ビャルケ・グライン Byaruke Gurain?)

- Kató Gullsjór (カトウ・ギュルショール Katō Kyurushōru?)

- Nils (ニルス Nirusu?)

#### Otros Personajes
- Kirik Sigvaldi (キリク・シグヴァルディ Kiriku Shiguvarudi?)

- Eldór Emilson (エルドール・エミルソン Erudōru Emiruson?)

- Irmingard Snorrevík (イルミンガルド・スノーレヴィク Irumingarudo Sunōreviku?)

- Atli Reginhard (アトリ・レギンハルト Atiri Rekinharudo?)

- Fulda (フルダ Furuda?)

- Rolf (ロルフ Rorufu?)

### Personajes de Svarthæð
- Sveinn Svarthæð (スヴェイン・スヴァルトヘイズ Suvein Suvarudoheizu?)

- Rúrik Sveinnsson Svarthæð (ルーリック・スヴェインソン・スヴァルトヘイズ Rūrikku Suveinson Suvarudoheizu?)

- Þorhelga Svarthæð (ソルヘルガ・スヴァルトヘイズ Soruheruga Suvarudoheizu?)

Seiyū: Ryoko Shiraishi
- Sigurð Sveinnsson Svarthæð (シグルド・スヴェインソン・スヴァルトヘイズ Shigurudo Suveinson Suvarudoheizu?)

Seiyū: Hiroyuki Yoshino
- Ísadóra Finnsdottír (イサドーラ・フィンスドッティル Isarōra Finsudottiru?)

Seiyū: Kana Asumi
- Críet trédís (クリエート・トレイディス Kuriēto Toreidisu?)

## Multimedia

### Manga
El manga original de Yui Haga comenzó a serializarse en julio de 2007 en la revista Dengeki Maoh.
| Volumen   | Fecha de publicación       | ISBN                   |
| --------- | -------------------------- | ---------------------- |
| Volumen 1 | 27 de febrero de 2008[2]   | ISBN 978-4-8402-4221-9 |
| Volumen 2 | 27 de noviembre de 2008[3] | ISBN 978-4-04-867437-9 |
| Volumen 3 | 27 de agosto de 2009[4]    | ISBN 978-4-04-868031-8 |
| Volumen 4 | 26 de febrero de 2010[5]   | ISBN 978-4-04-868429-3 |
| Volumen 5 | 27 de noviembre de 2010[6] | ISBN 978-4-04-868982-3 |
| Volumen 6 | 27 de mayo de 2011[7]      | ISBN 978-4-04-870492-2 |
| Volumen 7 | 27 de junio de 2012[8]     | ISBN 978-4-04-886666-8 |
| Volumen 8 | 27 de febrero de 2013[9]   | ISBN 978-4-04-891361-4 |

### Anime
La adaptación al anime bajo el título de Astarotte no Omocha comenzó a transmitirse en Chiba TV y TVK desde el 10 de abril de 2011, seguido por las cadenas de Sun Television, TV Saitama, Tokyo MX, KBS Kyoto, TV Aichi, Nico Nico Channel, Bandai Channel, y AT-X. Producida por Diomedéa.
La serie está dirigida por Fumitoshi Oizaki, y su composición por Deko Akao, música de Twinpower, diseño de personajes por Mai Otsuka, y producido por GoroShinjuku, Jun Fukuda, Iijima Naoki, Kikuya TakashiIshiguro y Tatsuya, respectivamente.
El tema de apertura es de "Tenshi no CLOVER" (天使のCLOVER?) cantado por Aimi, y el tema de cierre es "Manatsu no Photograph" (真夏のフォトグラフ?) cantado por azusa.
Lista de Episodios
| Episodio | Nombre Japonés              | Romaji                      | Traducción                          | Estreno              |
| -------- | --------------------------- | --------------------------- | ----------------------------------- | -------------------- |
| Ep. 01   | ガール・ミーツ・ボーイ      | Gāru Mītsu Bōi              | La exclamación de nuestro encuentro | 10 de abril de 2011  |
| Ep. 02   | 初めてのセミコロン          | Hajimete no Semikoron       | El primer punto y coma              | 17 de abril de 2011  |
| Ep. 03   | すれ違いのパーレン          | Sure Chigai no Pāren        | El paréntesis pasajero              | 24 de abril de 2011  |
| Ep. 04   | パーティーのアンパサンド    | Pātī no Anpasando           | El ampersand de la fiesta           | 1 de mayo de 2011    |
| Ep. 05   | 交差のクォーテーション      | Kōsa no Kuōtēshon           | La citación de la travesía          | 8 de mayo de 2011    |
| Ep. 06   | 戸惑いのカレット            | Tomadoi no Karetto          | La intercalación de perderse        | 15 de mayo de 2011   |
| Ep. 07   | 内緒のアポストロフィ        | Naisho no Aposutorofi       | Apóstrofe secreto                   | 22 de mayo de 2011   |
| Ep. 08   | 強気のカンマ                | Tsuyoki no Kanma            | Coma fuerte                         | 29 de mayo de 2011   |
| Ep. 09   | 微熱のバックスラッシュ      | Binetsu no Bakkusurasshu    | Fiebre de barra invertida           | 5 de junio de 2011   |
| Ep. 10   | 隣同士のフィスト            | Tonari doushi no fisuto     | Puño adyacente                      | 12 de junio de 2011  |
| Ep. 11   | 二人っきりのフルストップ    | Futarikkiri no Furu Sutoppu | Punto final para nosotros           | 19 de junio de 2011  |
| Ep. 12   | 空越しのアスタリスク        | Sora-goshi no Asutarisuku   | El asterisco en el aire             | 26 de junio de 2011  |
| OVA      | アスタロッテのおもちゃ！ EX | Astarotte no Omocha! EX     | El juguete de Astarotte! EX         | 26 de agosto de 2011 |

## Curiosidades
- La Reina Mercelida es parecida a Etna de Makai Senki Disgaea en su niñez y a Morrigan Aensland en su edad adulta, siendo que ambas son súcubos, bisexuales y las gobernantes de su mundo. Además con el pelo suelto tiene cierto parecido a Lucy Heartfilia de Fairy Tail y Astrea de Sora no Otoshimono.
- Mercelida es hipersexual como Chizuru de Kanokon y Momo de To Love Ru.
- Este anime tiene similitudes con Maze the Megaburst Space, Shining Tears X Wind, Dog Days, No Game No Life, Zero no Tsukaima y Re:Zero kara Hajimeru Isekai Seikatsu, es decir, un humano que se traslada a un mundo mágico.